# Chitrakoot Dham (Karwi)
Chitrakoot Dham (Karwi) là một thành phố và là nơi đặt ban đô thị (municipal board) của quận Chitrakoot thuộc bang Uttar Pradesh, Ấn Độ.

## Nhân khẩu
Theo điều tra dân số năm 2001 của Ấn Độ, Chitrakoot Dham (Karwi) có dân số 48.853 người. Phái nam chiếm 54% tổng số dân và phái nữ chiếm 46%. Chitrakoot Dham (Karwi) có tỷ lệ 67% biết đọc biết viết, cao hơn tỷ lệ trung bình toàn quốc là 59,5%: tỷ lệ cho phái nam là 75%, và tỷ lệ cho phái nữ là 58%. Tại Chitrakoot Dham (Karwi), 16% dân số nhỏ hơn 6 tuổi.